# Discographie de François Feldman
Au cours de sa carrière discographique, l'auteur-compositeur-interprète français François Feldman a sorti huit albums studio, quatre compilations, un album live, un mini-album ainsi que trente-cinq singles. François Feldman a également sorti trois singles avec son groupe Yellow Hand au début des années 1980.

## Albums

### Albums studio
| Titre                                                             | Détails                                                                                  | Meilleur classement | Meilleur classement | Ventes      | Certifications   |
| Titre                                                             | Détails                                                                                  | FRA ,               | BEL                 | Ventes      | Certifications   |
| ----------------------------------------------------------------- | ---------------------------------------------------------------------------------------- | ------------------- | ------------------- | ----------- | ---------------- |
| Vivre, vivre                                                      | - Sortie : 1987 - Label : Big Bang, Phonogram - Formats : CD, cassette, 33 tours         | 9                   | —                   | - : 300 000 | - SNEP : Platine |
| Une présence                                                      | - Sortie : octobre 1989 - Label : Big Bang, Phonogram - Formats : CD, cassette, 33 tours | 2                   | —                   | - 1 000 000 | - SNEP : Diamant |
| Magic’ Boul’vard                                                  | - Sortie : 1991 - Label : Big Bang, Phonogram - Formats : CD, cassette, 33 tours, DCC    | 4                   | —                   |             |                  |
| Indigo                                                            | - Sortie : 1993 - Label : Phonogram - Formats : CD, cassette                             | 13                  | —                   |             |                  |
| À contre-jour                                                     | - Sortie : 3 janvier 1996 - Label : Philips - Formats : CD, cassette                     | —                   | —                   |             |                  |
| Couleurs d'origine                                                | - Sortie : 13 novembre 1997 - Label : Mercury France - Formats : CD, cassette            | 65                  | —                   |             |                  |
| Des larmes et de l’amour                                          | - Sortie : novembre 2004 - Label : UMG - Formats : CD, téléchargement                    | 132                 | —                   |             |                  |
| Vivant                                                            | - Sortie : 11 avril 2018 - Label : Joy Music - Formats : CD, téléchargement, streaming   | —                   | —                   |             |                  |
| Latino                                                            | - Sortie : 4 novembre 2020 - Label : Joy Music - Formats : CD, téléchargement, streaming | —                   | —                   |             |                  |
| L'Origine                                                         | - Sortie : 22 octobre 2021 - Label : Joy Music - Formats : CD, téléchargement, streaming | —                   | —                   |             |                  |
| « — » indique que l'album n'est pas sorti ou classé dans le pays. |                                                                                          |                     |                     |             |                  |

### Albumslive
| Titre           | Détails                                                                     |
| --------------- | --------------------------------------------------------------------------- |
| Feldman à Bercy | - Sortie : 1992 - Labels : Big Bang, Phonogram - Formats : CD, cassette, LD |

### Compilations
| Titre                                                             | Détails                                                                   | Meilleur classement | Meilleur classement | Ventes      | Certifications  |
| Titre                                                             | Détails                                                                   | FRA                 | BEL                 | Ventes      | Certifications  |
| ----------------------------------------------------------------- | ------------------------------------------------------------------------- | ------------------- | ------------------- | ----------- | --------------- |
| Master Série                                                      | - Sortie : 1994 - Label : PolyGram - Formats : CD, cassette               | —                   | —                   |             |                 |
| Two Feldman                                                       | - Sortie : 18 novembre 1996 - Label : Mercury - Formats : CD, cassette    | 2                   | 21                  | - : 200 000 | - SNEP : 2 × Or |
| Best Feldman                                                      | - Sortie : 1er mai 1998 - Label : Mercury - Formats : CD, cassette        | —                   | —                   |             |                 |
| Gold                                                              | - Sortie : 11 avril 2008 - Label : Mercury - Formats : CD, téléchargement | —                   | —                   |             |                 |
| « — » indique que l'album n'est pas sorti ou classé dans le pays. |                                                                           |                     |                     |             |                 |

## Mini-album
| Titre           | Détails                                                                |
| --------------- | ---------------------------------------------------------------------- |
| Ma petite vidéo | - Sortie : 1983 - Label : Ready Records - Formats : Cassette, 33 tours |

## Singles
| Année | Titre                                                                        | Meilleure position | Meilleure position | Meilleure position | Ventes françaises | Album                    |
| Année | Titre                                                                        | FRA                | QBC                | ALL                | Ventes françaises | Album                    |
| ----- | ---------------------------------------------------------------------------- | ------------------ | ------------------ | ------------------ | ----------------- | ------------------------ |
| 1977  | Comme une petite fille                                                       | -                  | -                  | -                  |                   |                          |
| 1980  | Faut qu'j'oublie                                                             | -                  | -                  | -                  |                   |                          |
| 1982  | Me petite vidéo                                                              | -                  | 44                 | -                  |                   | Ma petite vidéo          |
| 1983  | Folle sur les bords                                                          | -                  | -                  | -                  |                   | Ma petite vidéo          |
| 1983  | Femme chasseur de primes                                                     | X                  | -                  | -                  |                   | Ma petite vidéo          |
| 1984  | Wally boule noire                                                            | -                  | -                  | -                  |                   |                          |
| 1984  | Obession                                                                     | -                  | -                  | -                  |                   |                          |
| 1985  | Amour de corridor                                                            | -                  | -                  | -                  |                   |                          |
| 1986  | Rien que pour toi                                                            | 12                 | 46                 | -                  | 250 000           | Vivre, vivre             |
| 1987  | Demain c'est toi                                                             | -                  | 20                 | -                  |                   | Vivre, vivre             |
| 1987  | Slave                                                                        | 5                  | -                  | -                  | 300 000           | Vivre, vivre             |
| 1988  | Je te retrouverai                                                            | 19                 | 2                  | -                  | 100 000           | Vivre, vivre             |
| 1988  | Le Mal de toi                                                                | 9                  | -                  | -                  | 150 000           | Vivre, vivre             |
| 1989  | Suis-moi (jusqu'au vertige)                                                  | X                  | 42                 | -                  |                   | Vivre, vivre             |
| 1989  | Joue pas (avec Joniece Jamison)                                              | 2                  | 20                 | 46                 | 400 000           | Une présence             |
| 1989  | Les Valses de Vienne                                                         | 1                  | 33                 | -                  | 500 000           | Une présence             |
| 1990  | C'est toi qui m'as fait                                                      | 2                  | 18                 | -                  | 250 000           | Une présence             |
| 1990  | Oser, oser                                                                   | X                  | 5                  | -                  |                   | Une présence             |
| 1990  | Petit Frank                                                                  | 1                  | -                  | -                  | 300 000           | Une présence             |
| 1991  | J'ai peur (avec Joniece Jamison)                                             | 7                  | 14                 | -                  | 100 000           | Une présence             |
| 1991  | Le Serpent qui danse                                                         | 15                 | 17                 | -                  | 60 000            | Magic' Boul'vard         |
| 1991  | Magic' Boul'vard                                                             | 12                 | -                  | -                  | 60 000            | Magic' Boul'vard         |
| 1992  | Joy                                                                          | 1                  | 2                  | -                  | 250 000           | Magic' Boul'vard         |
| 1992  | Tombé d'amour                                                                | 8                  | -                  | -                  | 75 000            | Magic' Boul'vard         |
| 1992  | Poison rose                                                                  | X                  | 29                 | -                  |                   | Magic' Boul'vard         |
| 1992  | Existe (Live)                                                                | 45                 | -                  | -                  |                   | Feldman à Bercy          |
| 1993  | Elle est bien trop belle                                                     | -                  | -                  | -                  |                   | Indigo                   |
| 1993  | Fais tomber la pluie                                                         | -                  | -                  | -                  |                   | Indigo                   |
| 1994  | Le p'tit cireur                                                              | -                  | -                  | -                  |                   | Indigo                   |
| 1995  | Destination                                                                  | 49                 | -                  | -                  |                   | À contre-jour            |
| 1995  | Exit de la nuit                                                              | -                  | -                  | -                  |                   | À contre-jour            |
| 1995  | Love platonique (avec Joniece Jamison)                                       | -                  | -                  | -                  |                   | À contre-jour            |
| 1996  | Comme un film                                                                | -                  | -                  | -                  |                   | À contre-jour            |
| 1997  | J'aurais voulu te dire (avec Mamido)                                         | 41                 | -                  | -                  |                   | Couleurs d’origine       |
| 2005  | Tes désirs                                                                   | -                  | -                  | -                  |                   | Des larmes et de l’amour |
|       | Le sigle « X » signifie que le titre n'est pas sorti en single dans ce pays. |                    |                    |                    |                   |                          |

### Singles promotionnels
| Titre                                                  | Année | Album                    |
| ------------------------------------------------------ | ----- | ------------------------ |
| Évadée du volcan                                       | 1997  | Couleurs d’origine       |
| Comme une évidence                                     | 1998  | Couleurs d’origine       |
| Les Violons tziganes                                   | 2004  | Des larmes et de l’amour |
| You Want Every Night (version 2018)                    | 2018  | Vivant                   |
| Be My Bro (featuring Florence François, Pedro Castano) | 2018  | Vivant                   |
| Câline-moi encore                                      | 2018  | Vivant                   |
| Vivant                                                 | 2018  | Vivant                   |
| Lou                                                    | 2018  | Vivant                   |

### Collaborations
Avec le groupe Yellow Hand
- 1980 : Lovin' Dancin' (label AZ)
- 1980 : Can You Feel It? (label AZ/Discodis)
  - 1981 : Can You Feel It? (label US Fire Sign)
- 1981 : You Want Every Night